# PAST (program statystyczny)
PAST (akronim od ang. palaeontological statistics – statystyka paleontologiczna) — bezpłatny program komputerowy służący do analizy danych.  Pierwotnie wykorzystywany w badaniach paleontologicznych, ale obecnie jest stosowany również w ekologii i innych dziedzinach. Zawiera powszechnie używane testy statystyczne. Daje możliwość tworzenia wykresów i modelowania.